# Astrotricha glabra
Astrotricha glabra är en araliaväxtart som beskrevs av Karel Domin. Astrotricha glabra ingår i släktet Astrotricha och familjen Araliaceae. Inga underarter finns listade.